# Vádí Chelec
Vádí Chelec (hebrejsky: ואדי חלץ) je vádí v Judských horách na Západním břehu Jordánu a v Izraeli.
Začíná v nadmořské výšce okolo 800 metrů u palestinské obce al-Khader nedaleko jihozápadního okraje města Bajt Džala. Směřuje pak k severu rychle se zahlubujícím údolím. To od okolních palestinských oblastí odděluje Izraelská bezpečnostní bariéra, která fakticky zdejší region zvaný Guš Ecion připojuje k Izraeli. Mezi bariérou a východním okrajem údolí vede dálnice číslo 60. Údolí se pak stáčí k severozápadu, z jihozápadu míjí izraelskou osadu Har Gilo a pak ze severovýchodu obchází palestinské město Battir. Zde vstupuje na území Izraele, kde krátce nato ústí poblíž zaniklé železniční stanice Battir zleva do vádí Nachal Refa'im.